# Wendell H. Ford
Wendell H. Ford (Owensboro, 1924. szeptember 8. – Owensboro, 2015. január 22.) az Amerikai Egyesült Államok szenátora (Kentucky, 1974–1999).

## Élete
Daviess County-ban Owensboróban született, majd a Kentucky Egyetemen tanult, amikor tanulmányait megszakította a második világháború. A háború után visszatért és elvégezte a Maryland Biztosítási Iskolát és apja mellett dolgozott biztosítási ügynökként. Közben a hadseregtől sem vált meg teljesen a Kentucky Nemzeti Gárda tagja lett. 1967-ben Kentucky kormányzójának választották meg.